# لارن هالیدی
لارن چینی (انگلیسی:Lauren Cheney) (زاده ۳۰ سپتامبر ۱۹۸۷ در ایندیانا) بازیکن فوتبال و عضو تیم ملی فوتبال زنان ایالات متحده آمریکا است.
او در پست مهاجم برای تیم بوستون بریکرز بازی می‌کند.
همسر او جرو هالیدی بسکتبالیست حرفه‌ای آمریکایی است.